# Archidiakonat brzozowski
Archidiakonat brzozowski – jeden z trzech archidiakonatów diecezji przemyskiej Kościoła katolickiego w Polsce w okresie przedrozbiorowym.

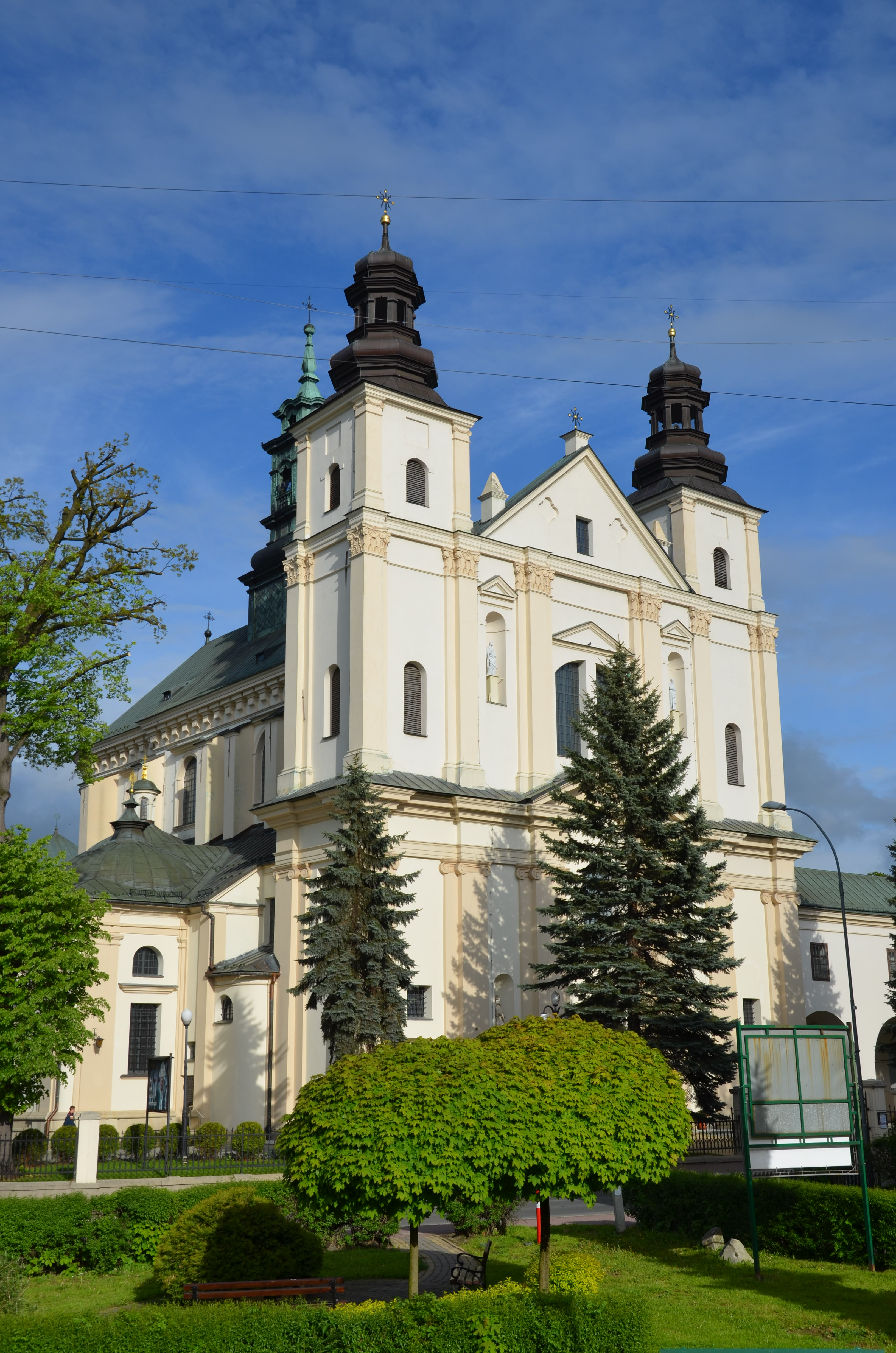
Kolegiata w Brzozowie

## Historia
Archidiakonat brzozowski został utworzony 24 marca 1751 roku przez biskupa przemyskiego Wacława Hieronima Sierakowskiego. Archidiakon brzozowski był równocześnie prałatem kapituły kolegiackiej w Brzozowie. Archidiakonaty przemyski, jarosławski i brzozowski zostały utworzone w celu usprawnienia wizytacji, kontroli duchowieństwa i parafii w diecezji.
Dnia 7 czerwca 1788 roku w wyniku reform józefińskich decyzją gubernium lwowskiego kapituła kolegiacka została zniesiona (formalne istniała do śmierci ks. Józefa Łabaszewskiego w 1811 roku). W 1785 roku archidiakonaty zostały skasowane.

## Dekanaty i parafie
W skład archidiakonatu weszły 4 dekanaty z 66 parafiami:
- dekanat brzozowski – parafie: Brzozów, Jaćmierz, Strachocina, Grabownica, Humniska, Dudenice, Jasienica, Blizne, Kombornia, Jasionów z filią Trześniów, Przysietnica, Golcowa, Dydnia, Domaradz.
- dekanat dynowski – parafie: Dynów, Bachórzec, Dubiecko, Dylągowa, Nozdrzec, Wesoła, Błażowa, Hyżne, Harta, Łubna, Futoma, Jawornik Polski, Izdebki.
- dekanat krośnieński – parafie: Krosno, Krościenko, Korczyna, Odrzykoń, Haczów, Targowiska, Rogi, Iwonicz, Królik Polski, Lubatowa, Klimkówka, Równe, Wrocanka, Miejsce Piastowe, Jasionka, Jaśliska.
- dekanat sanocki – parafie: Sanok, Lesko, Zagórz, Jasień, Tyrawa Wołoska, Poraż, Hoczew z filią Średnia Wieś, Wołkowyja, Polana, Nowotaniec, Bukowsko, Niebieszczany, Besko, Zarszyn, Rymanów, Tyrawa regalis (Mrzygłod), Uherce.